# آنثوریدیا
آنثوریدیا (Anthuroidea) یک بالاخانواده بزرگ از سخت‌پوستان است. این جورپایان بدنی استوانه‌ای دارد، صفحات کواکسیال پشتی ندارد. یک اگزوپود اوروپودال متصل به پا بصورت پروکسیمال و پشتی دارد. این بالا خانواده بیش از ۵۰۰ گونه در ۵۷ جنس از شش خانواده تشکیل شده است. منطبق بر WoRMS خانواده‌های این بالاخانواده عبارتند از:
- Antheluridae Poore & Lew Ton, 1988
- Anthuridae Leach, 1814
- Expanathuridae Poore, 2001
- Hyssuridae Wägele, 1981
- Leptanthuridae Poore, 2001
- Paranthuridae Menzies & Glynn, 1968